# Wintun

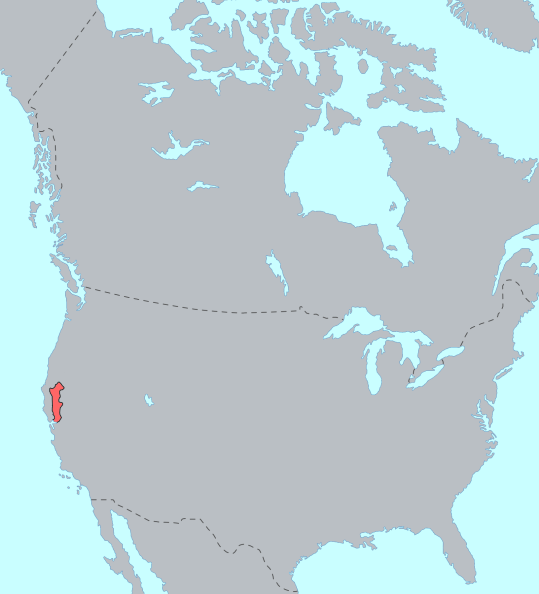
Habitat des Wintun à l'époque de l'arrivée des européens

Wintun (ou Wintuan, Wintoon) est le nom que l'on donne en général au groupe des tribus amérindiennes qui vivaient en Californie du Nord, parmi lesquelles on peut citer les Wintu, Nomlaki et Patwin. Ils vivaient approximativement du Lac Shasta à la baie de San Francisco le long de la rive ouest de la Sacramento. Chacune de ces tribus parlait l'une des langues wintuanes.